# Antilhas Neerlandesas nos Jogos Olímpicos de Verão da Juventude de 2010
As Antilhas Neerlandesas, também conhecidas como Antilhas Holandesas, participaram dos Jogos Olímpicos de Verão da Juventude de 2010 em Cingapura. Sua delegação foi composta de cinco atletas que competiram em três esportes.

## Medalhistas
| Medalha | Nome             | Esporte | Evento             | Data         |
| ------- | ---------------- | ------- | ------------------ | ------------ |
| Bronze  | Just van Aanholt | Vela    | Byte CII masculino | 25 de agosto |

## Atletismo
| Evento          | Atleta           | Qualificação | Qualificação | Final      | Final         |
| Evento          | Atleta           | Resultado    | Posição      | Resultado  | Posição       |
| --------------- | ---------------- | ------------ | ------------ | ---------- | ------------- |
| 200 m masculino | Hensley Paulina  | Não largou   | -- (-- q2)   | Não largou | -- (Final D)  |
| 1000 m feminino | Vanessa Philbert | 2:57.83      | 12º (6º q1)  | 2:54.99    | 10º (Final A) |

## Natação
| Evento                   | Atleta           | Qualificação | Qualificação | Semifinais  | Semifinais   | Final       | Final       |
| Evento                   | Atleta           | Resultado    | Posição      | Resultado   | Posição      | Resultado   | Posição     |
| ------------------------ | ---------------- | ------------ | ------------ | ----------- | ------------ | ----------- | ----------- |
| 50 m livre feminino      | Karlene Theodora | 28.36        | 35º (5º q5)  | Não avançou | Não avançou  | Não avançou | Não avançou |
| 50 m costas feminino     | Karlene Theodora | 33.03        | 19º (6º q3)  | Não avançou | Não avançou  | Não avançou | Não avançou |
| 50 m livre masculino     | Perry Lindo      | 24.22        | 21º (7º q6)  | Não avançou | Não avançou  | Não avançou | Não avançou |
| 50 m borboleta masculino | Perry Lindo      | 26.50        | 12º (4º q1)  | 26.17       | 10º (5º sf1) | Não avançou | Não avançou |

## Vela
| Atleta           | Evento             | Regata | Regata | Regata | Regata | Regata | Regata | Regata | Regata | Regata | Regata | Regata | Regata | Pontos | Posição           |
| Atleta           | Evento             | 1      | 2      | 3      | 4      | 5      | 6      | 7      | 8      | 9      | 10     | 11     | M      | Pontos | Posição           |
| ---------------- | ------------------ | ------ | ------ | ------ | ------ | ------ | ------ | ------ | ------ | ------ | ------ | ------ | ------ | ------ | ----------------- |
| Just van Aanholt | Byte CII masculino | 2      | 1      | 4      | 7      | 19     | 20     | 21     | 12     | 5      | 3      | 8      | 1      | 62     | Medalha de bronze |

Notas:
- M - Regata da Medalha
- OCS – On the Course Side of the starting line
- DSQ – Disqualified (Desclassificado)
- DNF – Did Not Finish (Não completou)
- DNS – Did Not Start (Não largou)
- BFD – Black Flag Disqualification (Desclassificado por bandeira preta)
- RAF – Retired after Finishing (Aposentou-se após completar a prova)